# 健康步道

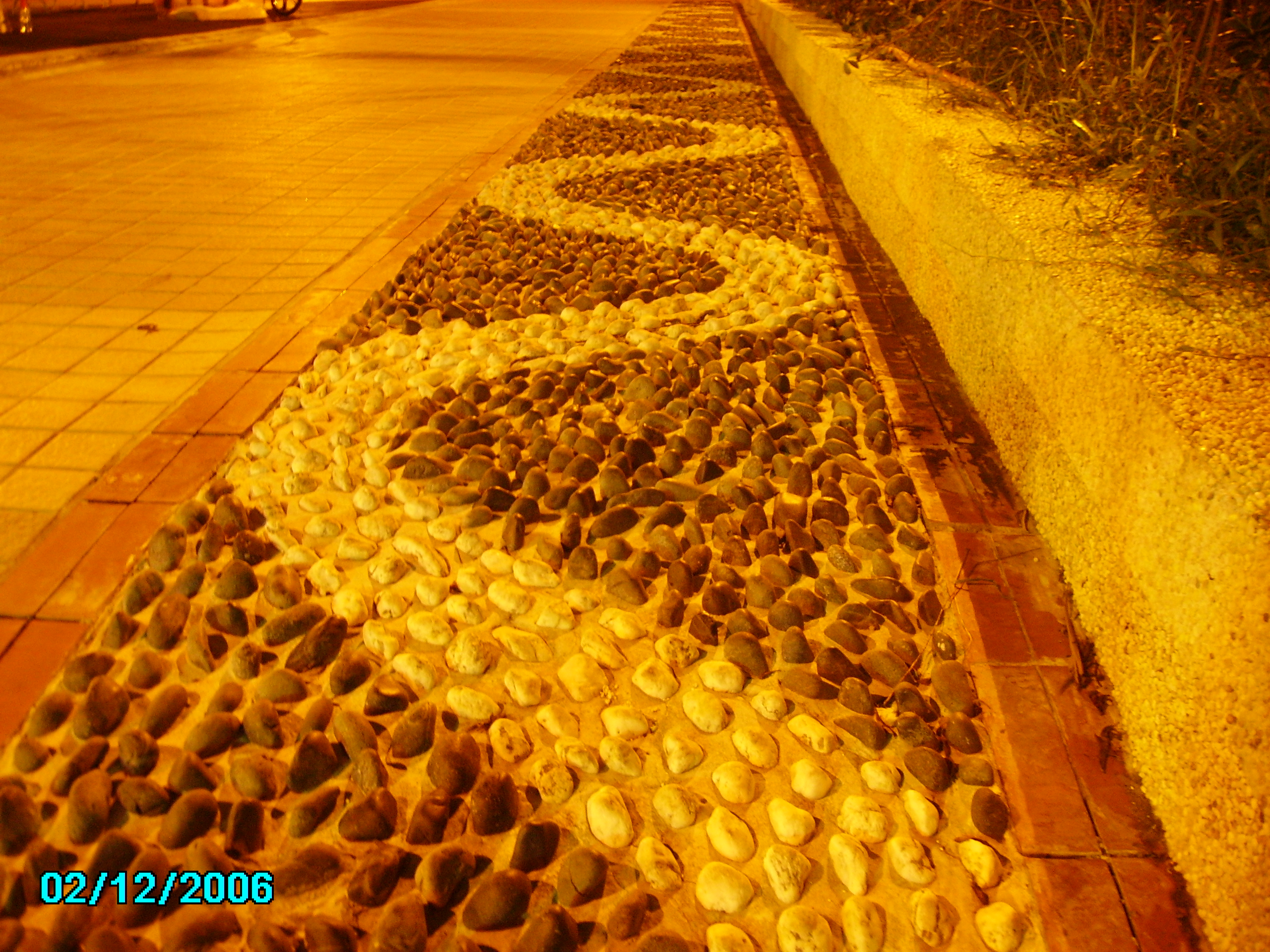
台灣的健康步道

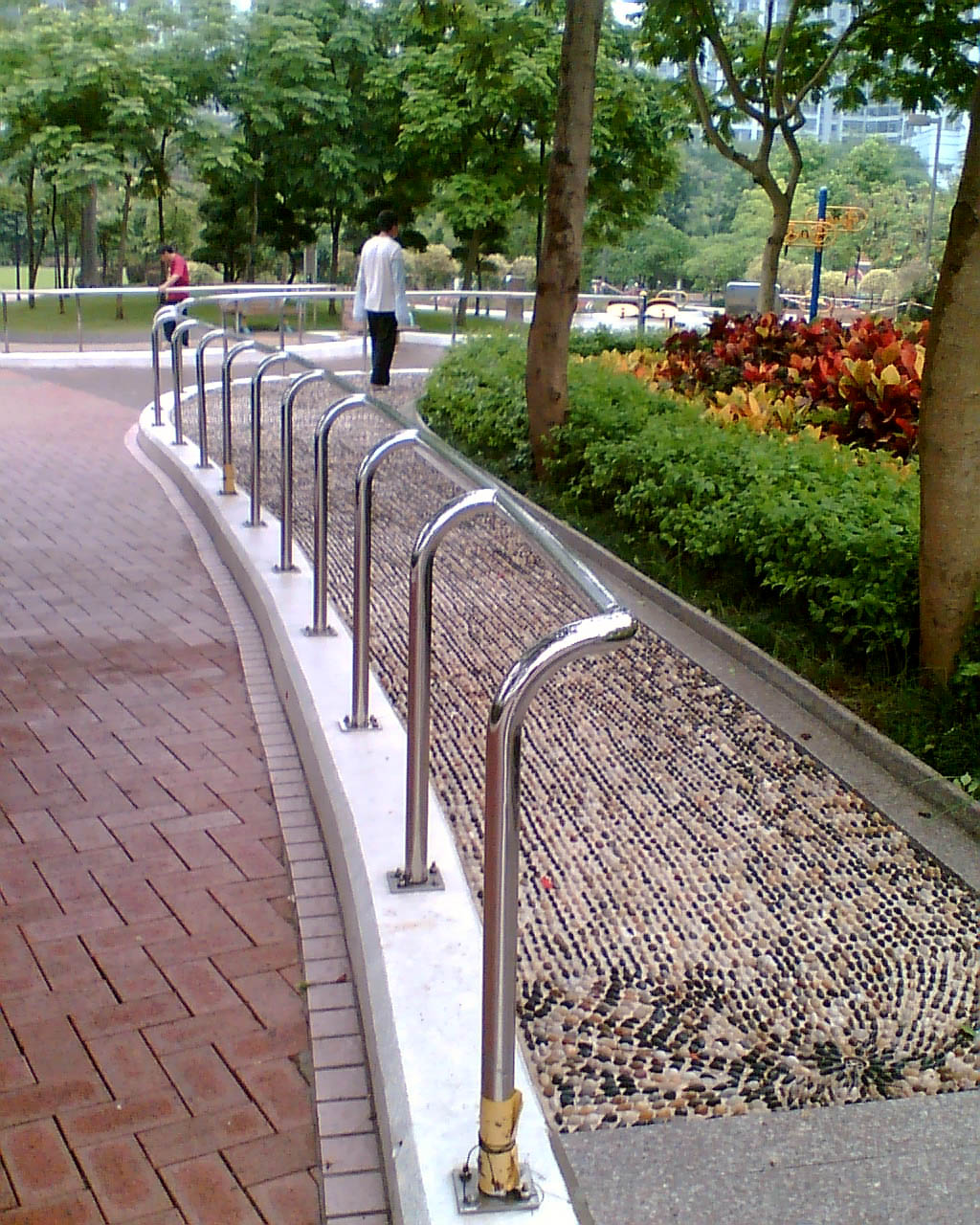
香港的卵石徑

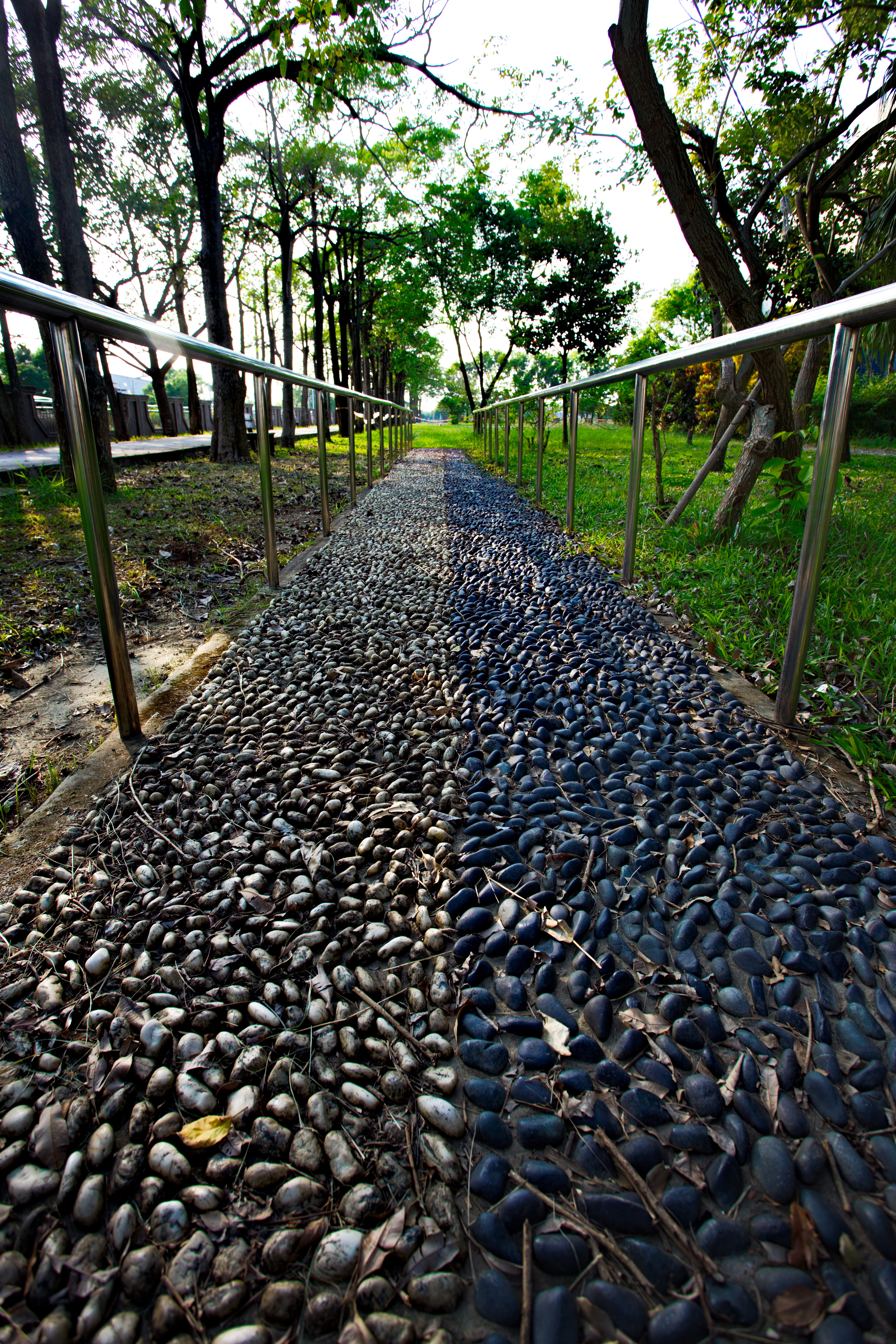
公園內的健康步道

健康步道（香港稱為卵石徑，俗稱石春路、天堂路），為人造鵝卵石步道，據說使用者赤足行於其上，可達到近似腳底按摩的效果。

## 臺灣
臺灣各都市公園常設有健康步道，為公共設施之一。使用石材通常為鵝卵石，並以每顆間隔三至五公分的方式舖設；台灣坊間又稱為「天堂路」，外觀來自於中華民國海軍陸戰隊兩棲偵搜大隊結訓時，陸戰隊員需匍匐前進穿越的尖銳珊瑚礁岩地帶。另外，步道使用的鵝卵石通常將較尖銳一端豎立向上，而石頭較圓的一端則予以固定，並埋入水泥底座且整齊排列。除此，健康步道規格通常為寬度略寬於肩寬，長度則從數公尺至數十公尺不等。除公園外，游泳池、學校、自宅都有可能施作此種步道。
健康步道於1980年代風行台灣，與1978年由瑞士吳若石神父所引進的腳底按摩有絕對關係。也就是希望藉由赤足走行於鵝卵石健康步道來達到按摩腳底穴位，進而促進血液循環及新陳代謝。
近年因媒體報導並引述相關醫師意見認為：健康步道對健康毫無助益，反而更容易在使用不當時候對步道使用者產生筋膜炎等後遺症。各級地方政府已經大幅減少健康步道的舖設。臺北市政府更完全禁止於公園舖設新的健康步道，甚至拆除市區內如青年公園內既有的健康步道。
此類步道有可拆卸拼湊的塑膠製版本。

## 澳門
澳門在1990年代亦在很多公園舖設此類步道。

## 香港
1990年代至2000年代，香港新建或翻新的公園，例如維多利亞公園及馬鞍山公園等，大多都增設了此類卵石徑。另外於部份郊野公園內亦有此設施。

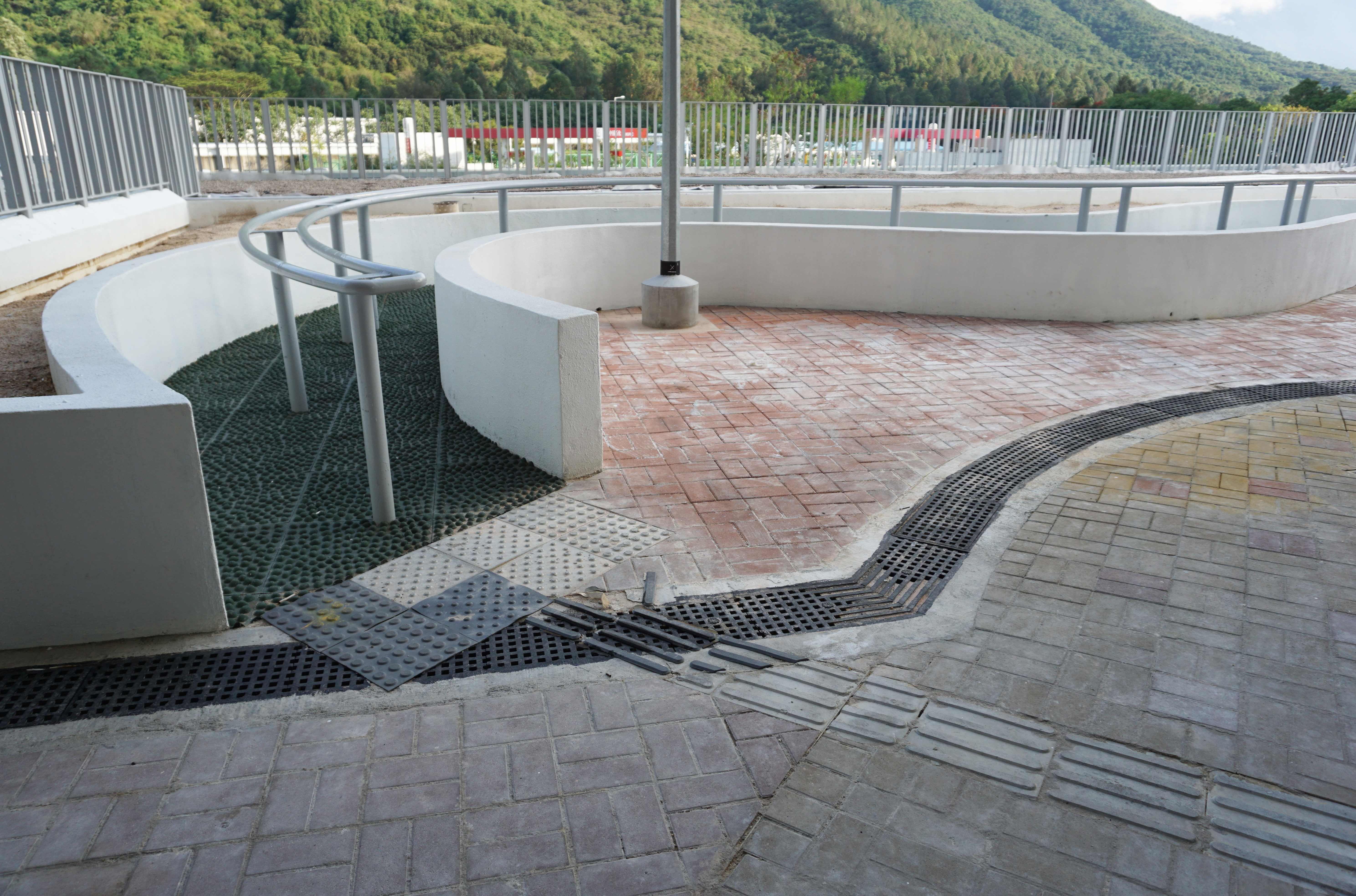
迎東邨卵石路步行徑